# Шевелевка (посёлок станции, Щёкинский район)
Шевелевка — посёлок станции в Щёкинском районе Тульской области в составе Огарёвского сельского поселения.

## География
Находится в центральной части Тульской области у юго-восточной окраины города Щёкино, административного центра района.

## История
Посёлок был отмеченна карте 1988 года.
Решением Тульского облисполкома от 10 февраля 1987 г. в черту рабочего посёлка Огарёвка включены п. Майский и населенный пункт при ст. Шевелевка Житовского сельсовета Щекинского района.
По состоянию на 2012 год железнодорожные пути были уже разобраны.

## Население
Постоянное население составляло около 70 человек в 1988 году, 31 в 2010.